# Gammelbodarna
Gammelbodarna är ett naturreservat som ligger några kilometer norr om byn Tälje i Ånge kommun i ett område med kalkhaltig morän. Det 5,5 hektar stora reservatet, som bildades 1996, utgörs av en gård som tidigare använts som fäbod. Regeringen har antagit Gammelbodarna som ett Natura 2000-område. För att behålla den särskilda floran slås ängarna årligen genom traditionell slåtter.